# Rezerwat przyrody Strzelnica
Rezerwat przyrody Strzelnica (kaszb. Strzélnica) – leśny rezerwat przyrody na Pojezierzu Kaszubskim na obszarze Kościerzyny (Strzelnicy) (w obrębie Nadleśnictwa Kościerzyna). Został utworzony na mocy zarządzenia Ministra Leśnictwa i Przemysłu Drzewnego z dnia 15 grudnia 1980 roku. Powierzchnia rezerwatu wynosi 3,53 ha (akt powołujący podawał 3,12 ha).
Celem ochrony w rezerwacie jest zachowanie ekosystemu leśnego wraz z jego charakterystycznymi biocenozami oraz populacjami cennych gatunków roślin, grzybów i zwierząt. Ochronie rezerwatu podlegają ponad dwustuletnie dęby szypułkowe i bezszypułkowe, jak i niewiele młodsze sosny i buki. W drzewostanie występuje też grab i brzoza brodawkowata. Bliskość miasta i uczęszczanych dróg sprzyja penetracji przez okolicznych mieszkańców.